# Václav Mašek
Václav Mašek (Praga, 21 de marzo de 1941) es un exfutbolista y exdirigente deportivo checo. En su etapa como jugador profesional se desempeñaba como delantero.
Fue presidente del Sparta Praga de 1990 a 1991.

## Selección nacional
Fue internacional con la selección de fútbol de Checoslovaquia en 16 ocasiones y convirtió 5 goles. Fue subcampeón de la Copa Mundial de 1962, donde anotó un gol contra México a los 16 segundos de juego en un partido correspondiente a la fase de grupos. El tanto fue por casi 40 años el gol más rápido de la historia de los mundiales, hasta que el delantero turco Hakan Şükür batió el récord al convertir un gol a los 11 segundos en la Copa del Mundo de 2002.

### Participaciones en Copas del Mundo
| Mundial                        | Sede  | Resultado  | Partidos | Goles |
| ------------------------------ | ----- | ---------- | -------- | ----- |
| Copa Mundial de Fútbol de 1962 | Chile | Subcampeón | 1        | 1     |

## Clubes
| Club                   | País           | Año       |
| ---------------------- | -------------- | --------- |
| Sparta Praga           | Checoslovaquia | 1958-1973 |
| → Dukla Praga (cedido) | Checoslovaquia | 1970-1971 |
| ABC Braník             | Checoslovaquia | 1974-1978 |

## Palmarés

### Campeonatos nacionales
| Título                 | Club         | País           | Año  |
| ---------------------- | ------------ | -------------- | ---- |
| Copa de Checoslovaquia | Sparta Praga | Checoslovaquia | 1964 |
| Primera División       | Sparta Praga | Checoslovaquia | 1965 |
| Primera División       | Sparta Praga | Checoslovaquia | 1967 |
| Copa de Checoslovaquia | Sparta Praga | Checoslovaquia | 1972 |

### Distinciones individuales
| Distinción                                        | Año  |
| ------------------------------------------------- | ---- |
| Máximo goleador de la Recopa de Europa (ex aequo) | 1965 |
| Cena Václava Jíry                                 | 1999 |